# Maxime Dupé
Maxime Dupé, né le 4 mars 1993 à Malestroit (Morbihan) en France, est un footballeur français qui joue au poste de gardien de but a l'OGC Nice.

## Biographie
En 2006, il intègre le pôle espoirs de Ploufragan, pour deux ans de préformation. Il rejoint ensuite le FC Nantes.
Le 4 juin 2012, Maxime Dupé signe son premier contrat professionnel avec le FC  Nantes, son club formateur.
Le 13 juillet 2013, il remporte la Coupe du monde des moins de 20 ans avec l'Equipe de France U20 face à l'Uruguay au terme de la séance des tirs au but (0-0, 4-1 aux t.a.b.).
Il profite de la blessure de Rémy Riou, le gardien titulaire pour jouer son premier match professionnel en Ligue 1 face à Nice, le 15 février 2014. Il joue trois autres matchs au cours de la saison.
En 2014, il est appelé en équipe de France espoirs par Willy Sagnol puis Pierre Mankowski, mais ne disputera aucun match.
En avril 2016, il fait partie d'une liste de 58 joueurs sélectionnables en équipe de Bretagne, dévoilée par Raymond Domenech qui en est le nouveau sélectionneur. Titulaire la deuxième partie de saison 2016-2017, Dupé prolonge son contrat de trois saisons le 28 juillet 2017 avec son club formateur et est donc engagé jusqu'en 2021.
Lors de la saison 2018-2019, il est avec Valentin Rongier l'un des deux délégués syndicaux de l'UNFP au sein du FC Nantes.
Le 27 juillet 2019, le FC Nantes officialise son prêt, sans option d'achat, au Clermont Foot, club qui évolue en Ligue 2, pour la saison 2019-2020. Au terme de ce prêt concluant, il ne souhaite pas revenir comme doublure au FC Nantes.
Le 29 juin 2020, Dupé signe un contrat de trois ans au Toulouse FC, succédant à Baptiste Reynet transféré au Nîmes Olympique. Le TFC est alors relégué en Ligue 2 et a pour objectif de retrouver l'élite. Il débute sous ses nouvelles couleurs le 22 août 2020 en étant titularisé par Patrice Garande pour l'ouverture de la saison contre Dunkerque (défaite 0-1). Le 7 novembre 2020, il délivre une passe décisive à Amine Adli lors d'un match contre Valenciennes (défaite 4-5). Il est le premier gardien de Ligue 2 à effectuer cette action depuis Gauthier Gallon en 2018.
Libre de tout contrat, il s'engage mi-juillet 2023 avec le RSC Anderlecht. Mais le club belge engage également le gardien international danois Kasper Schmeichel en fin de mercato, qui relègue Dupé sur le banc. En manque de temps de jeu (seulement neuf matchs sur la saison) celui ci quitte Anderlecht le 28 janvier 2024 pour l'OGC Nice qui vient de se séparer de Salvatore Sirigu. Ce retour en ligue 1 n'est néanmoins pas synonyme de retour à une place de titulaire puisque le club annonce que Marcin Bułka reste le numéro un.

## Statistiques

### En club
| Saison                | Club                    | Championnat           | Championnat | Championnat | Coupe nationale | Coupe nationale | Coupe de la Ligue | Coupe de la Ligue | Compétition(s) continentale(s) | Compétition(s) continentale(s) | Compétition(s) continentale(s) | Autres compétitions | Autres compétitions | Autres compétitions | Total | Total |
| Saison                | Club                    | Division              | M.          | B.          | M.              | B.              | M.                | B.                | Comp.                          | M.                             | B.                             | Comp.               | M.                  | B.                  | M.    | B.    |
| 2013-2014             | FC Nantes               | Ligue 1               | 4           | 0           | -               | -               | -                 | -                 | -                              | -                              | -                              | -                   | -                   | -                   | 4     | 0     |
| 2014-2015             | FC Nantes               | Ligue 1               | 6           | 0           | 3               | 0               | -                 | -                 | -                              | -                              | -                              | -                   | -                   | -                   | 9     | 0     |
| 2015-2016             | FC Nantes               | Ligue 1               | 7           | 0           | 4               | 0               | 1                 | 0                 | -                              | -                              | -                              | -                   | -                   | -                   | 12    | 0     |
| 2016-2017             | FC Nantes               | Ligue 1               | 16          | 0           | 2               | 0               | 2                 | 0                 | -                              | -                              | -                              | -                   | -                   | -                   | 20    | 0     |
| 2017-2018             | FC Nantes               | Ligue 1               | 1           | 0           | 2               | 0               | 1                 | 0                 | -                              | -                              | -                              | -                   | -                   | -                   | 4     | 0     |
| 2018-2019             | FC Nantes               | Ligue 1               | 11          | 0           | 3               | 0               | 1                 | 0                 | -                              | -                              | -                              | -                   | -                   | -                   | 15    | 0     |
| Sous-total            | Sous-total              | Sous-total            | 45          | 0           | 14              | 0               | 5                 | 0                 | -                              | -                              | -                              | -                   | -                   | -                   | 64    | 0     |
| 2019-2020             | Clermont Foot 63 (prêt) | Ligue 2               | 27          | 0           | -               | -               | -                 | -                 | -                              | -                              | -                              | -                   | -                   | -                   | 27    | 0     |
| 2020-2021             | Toulouse FC             | Ligue 2               | 37          | 0           | -               | -               | -                 | -                 | -                              | -                              | -                              | BR                  | 3                   | 0                   | 40    | 0     |
| 2021-2022             | Toulouse FC             | Ligue 2               | 38          | 0           | -               | -               | -                 | -                 | -                              | -                              | -                              | -                   | -                   | -                   | 38    | 0     |
| 2022-2023             | Toulouse FC             | Ligue 1               | 38          | 0           | -               | -               | -                 | -                 | -                              | -                              | -                              | -                   | -                   | -                   | 38    | 0     |
| Sous-total            | Sous-total              | Sous-total            | 113         | 0           | -               | -               | -                 | -                 | -                              | -                              | -                              | -                   | 3                   | 0                   | 116   | 0     |
| 2023-2024             | RSC Anderlecht          | Division 1A           | 7           | 0           | 2               | 0               | -                 | -                 | -                              | -                              | -                              | -                   | -                   | -                   | 9     | 0     |
| 2023-2024             | OGC Nice                | Ligue 1               | -           | -           | 3               | 0               | -                 | -                 | C3                             | 2                              | 0                              | -                   | -                   | -                   | 5     | 0     |
| Total sur la carrière | Total sur la carrière   | Total sur la carrière | 192         | 0           | 19              | 0               | 5                 | 0                 | -                              | 2                              | 0                              | -                   | 3                   | 0                   | 221   | 0     |

## Palmarès

### En club
Maxime Dupé remporte le championnat de France de deuxième division avec le Toulouse FC en 2022, ainsi que la Coupe de France en 2023.

### En sélection
Maxime Dupé remporte la Coupe du monde des moins de 20 ans en 2013 avec l'équipe de France des moins de 20 ans. 